# Ryōhei Nishimori
Ryōhei Nishimori (japanisch 西森 享平, Nishimori Ryōhei; * 15. September 1976 in Otaru) ist ein ehemaliger japanischer Skispringer.
Nishimori gab sein internationales Debüt beim Skisprung-Grand-Prix 2000 in Hakuba. Dabei erreichte er auf Anhieb die Punkteränge. Am Ende belegte er den 37. Platz in der Gesamtwertung. Ab Januar 2001 startete er bei japanischen Springen im Skisprung-Continental-Cup. In Yamagata erreichte er dabei mit dem 5. Platz sein bestes Einzelergebnis im Continental Cup. 2004 startete er zwischenzeitlich bei FIS-Springen. Im Dezember 2004 startete er das einzige Mal in seiner Karriere bei einem Springen außerhalb Japans. In Harrachov verpasste er dabei jedoch die Punkteränge deutlich. Anschließend startete er wieder ausschließlich in Japan, bevor er 2009 seine aktive Karriere beendete.